# Regionala politiska partier i USA
Regionala politiska partier i USA är politiska partier som är aktiva på delstatsnivå.

## Lista över regionala partier i USA
Dessa partier nominerar inte presidentkandidater. Årtalen i parentes anger det år då de grundats.
- Alaskan Independence Party (1984)
- Aloha Aina Party
- American Independent Party (1968)
- Charter Party of Cincinnati, Ohio (1924)
- Connecticut for Lieberman Party (2006)
- Conservative Party of New York (1962)
- Covenant Party (Northern Mariana Islands)
- Independence Party of Minnesota (1992)
- Independence Party of New York (1991)
- Independent Citizens Movement (US Virgin Islands)
- Liberal Party of Minnesota
- Liberal Party of New York (1944)
- Liberty Union Party (Vermont) (1970)
- Marijuana Reform Party (New York) (1997)
- New Progressive Party of Puerto Rico (1967)
- New York State Right to Life Party (1970)
- Popular Democratic Party of Puerto Rico (1938)
- Populist Party of Maryland
- Progressive Party of Washington (1912-1960 och fr o m 2003)
- Puerto Rican Independence Party (1946)
- Republican Moderate Party of Alaska (1986)
- Southern Party (1999)
- Southern Independence Party
- The Centre Party (Florida) (2007)
- United States United Party (Idaho) (2005)
- United Citizens Party (1969) - South Carolina
- Vermont Progressive Party (1999)